# Віктор де Брольї (1785–1870)
Ашіль Шарль Лео́нс Віктор, 3-й герцог де Брольї (фр. Achille-Charles-Léonce-Victor de Broglie; 28 листопада 1785, Париж — 25 січня 1870, Париж
) — французький державний діяч, прем'єр-міністр Франції з 12 березня 1835 до 22 лютого 1836 року.

## Біографія
Віктор де Брольї народився 28 листопада 1785 року в Парижі. Син страченого під час революції принца де Брольї і онук 2-го герцога де Брольї. Його мати під час страти свого чоловіка була ув'язнена в Везулі; їй вдалося, проте, разом із дітьми врятуватися втечею в Швейцарії. Коли пануванню терору було покладено кінець, вона повернулася у Францію і одружлася з маркізом Войє д'Аржансоном. Під час Імперії Брольї перебував при посольствах у Варшаві та Відні; в 1813 році він був радником посольства в Празі. Після першої Реставрації він, за допомогою Талейрана, 4 червня 1814 отримав місце в палаті перів, де незабаром проявив себе як прихильник лібералізму, борючись з осудом Нея, а також проти виняткових законів та декретів про вигнання.
Він одружився в 1816 на Альбертіні (1797—1838), дочці мадам де Сталь, відомої своїми релігійними творами. Хоча він не брав в 1830 році жодної участі в скиненні старшої лінії Бурбонів, але належав до однодумців Гізо і доктринерів, внаслідок чого тимчасовий уряд призначив його 30 липня 1830 міністром внутрішніх справ, а Луї-Філіп у серпні того ж року — міністром духовних справ і народної освіти, як і президентом Державної Ради. Коли в листопаді того ж року в міністерстві взяла гору група рішучіших лібералів, Брольі разом з іншими доктрінерами вийшов у відставку.
З жовтня 1832 до квітня 1834, а потім з листопада 1834 до лютого 1836 Віктор де Брольї був міністром закордонних справ, а з березня 1835 до свого виходу з кабінету обіймав посаду президента Ради міністрів.
Після Революції 1848 року Віктор де Брольї, як прихильник Орлеанської династії, деякий час тримався осторонь від політичної діяльності. Тільки в 1849, після обрання його в департаменті Ер членом Законодавчих зборів, де Брольї став одним з вождів правих і в 1851 доклав чимало зусиль, щоб просунути питання перегляду Конституції. При цьому він мав на увазі відновлення монархічної влади на користь Орлеанського дому, але його плани були зруйновані державним переворотом 2 грудня 1851 року.
Тоді де Брольї зосередився на особистому житті, був обраний в 1855 членом Французької академії і надрукував у 1863 мемуари «Écrits et discours» («Записки та промови»), 3 т. Париж).

## Сім'я
Дружина (з 20 лютого 1816): Хедвіга Густава Альбертіна Сталь фон Гольштейн (1797—1838), дочка барона Еріха Магнуса Сталь фон Гольштейна і Анни-Луїзи-Жермени де Неккер.
Діти:
- Поліна де Брольї (1817—1831)
- Луїза де Брольї (1818—1882). Чоловік (1836): граф Жозеф д'Оссонвіль
- Альбер де Брольї (1821—1901), герцог де Брольї
- Поль де Брольї (1834—1895), абат.